# Gabriel-Louis Pringué
Gabriel-Louis Pringué est un écrivain et chroniqueur français, né le 8 mars 1885 à Rennes et mort le 11 septembre 1965 à Taden.

## Évocation
« J'ai rencontré dans la rue la seule personne que le monde ne soit pas parvenu à fatiguer, c'est Gabriel-Louis Pringué ; il parlait très haut, très fort : les passants se retournaient. Mais ce qui me plaît en lui, c'est qu'il ait l'audace de tant d'excentricité ; il aime les bijoux : il en porte ; les parfums, il embaume ; les fleurs, il en a un bouquet à la boutonnière. D'abord on se récrie, puis cela fait personnage : vieux Paris, calèches, au temps des souvenirs. »

— Maurice Sachs, Au temps du bœuf sur le toit : Journal d'un jeune bourgeois à l'époque de la prospérité

## Publications
- 30 ans de dîners en ville, préface de Jérôme et Jean Tharaud, Édition Revue Adam, 1948 ; réédition, avant-propos d'Éric Miné, Lacurne éditeur, 2012  (ISBN 9782356030092)
- Portraits et Fantômes, préface de Roger Vercel, Solar éditeur, 1951 (BNF 32546406)
- Revenants en habits de gala, préface de Jacques de Ricaumont, Laffont éditeur, 1955 (BNF 32546407)